# Jungia karstenii
Jungia karstenii là một loài thực vật có hoa trong họ Cúc. Loài này được Sch.Bip. ex Cuatrec. mô tả khoa học đầu tiên năm 1956.